# OQ Возничего
OQ Возничего (лат. OQ Aurigae) — одиночная переменная звезда в созвездии Возничего на расстоянии (вычисленном из значения параллакса) приблизительно 8489 световых лет (около 2603 парсеков) от Солнца. Видимая звёздная величина звезды — от +15,3m до +14,5m.

## Характеристики
OQ Возничего — красная углеродная пульсирующая медленная неправильная переменная звезда (LB) спектрального класса C. Эффективная температура — около 3516 К.